# Коли (Ријети)
Коли (итал. Colli) је насеље у Италији у округу Ријети, региону Лацио.
Према процени из 2011. у насељу је живело 293 становника. Насеље се налази на надморској висини од 579 м.